# Dearham
Dearham är en by och en civil parish i Cumbria i England. Orten har 2 028 invånare (2001). Den har en kyrka.